# توماس اندرسون (شیمیدان)
توماس اندرسون (انگلیسی: Thomas Anderson; ۲ ژوئیهٔ ۱۸۱۹ – ۲ نوامبر ۱۸۷۴) شمیدان اهل بریتانیا بود.
وی همچنین برندهٔ جوایزی همچون مدال پادشاهی شده است.